# Loxostege umbrifera
Loxostege umbrifera là một loài bướm đêm trong họ Crambidae.